# Jonathan Brown (remero)
Jonathan Brown –conocido como Jon Brown– (Nueva York, 28 de noviembre de 1968) es un deportista estadounidense que compitió en remo.
Ganó tres medallas en el Campeonato Mundial de Remo entre los años 1993 y 1995. Participó en los Juegos Olímpicos de Atlanta 1996, ocupando el quinto lugar en la prueba de ocho con timonel.

## Palmarés internacional
| Campeonato Mundial | Campeonato Mundial            | Campeonato Mundial | Campeonato Mundial |
| Año                | Lugar                         | Medalla            | Prueba             |
| ------------------ | ----------------------------- | ------------------ | ------------------ |
| 1993               | Račice (República Checa)      | Medalla de bronce  | Ocho con timonel   |
| 1994               | Indianápolis (Estados Unidos) | Medalla de oro     | Ocho con timonel   |
| 1995               | Tampere (Finlandia)           | Medalla de bronce  | Ocho con timonel   |